# Ansgar Vonier

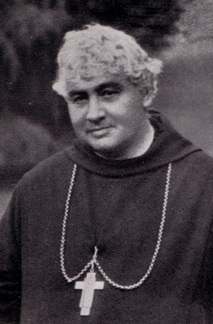
Ansgar Vonier

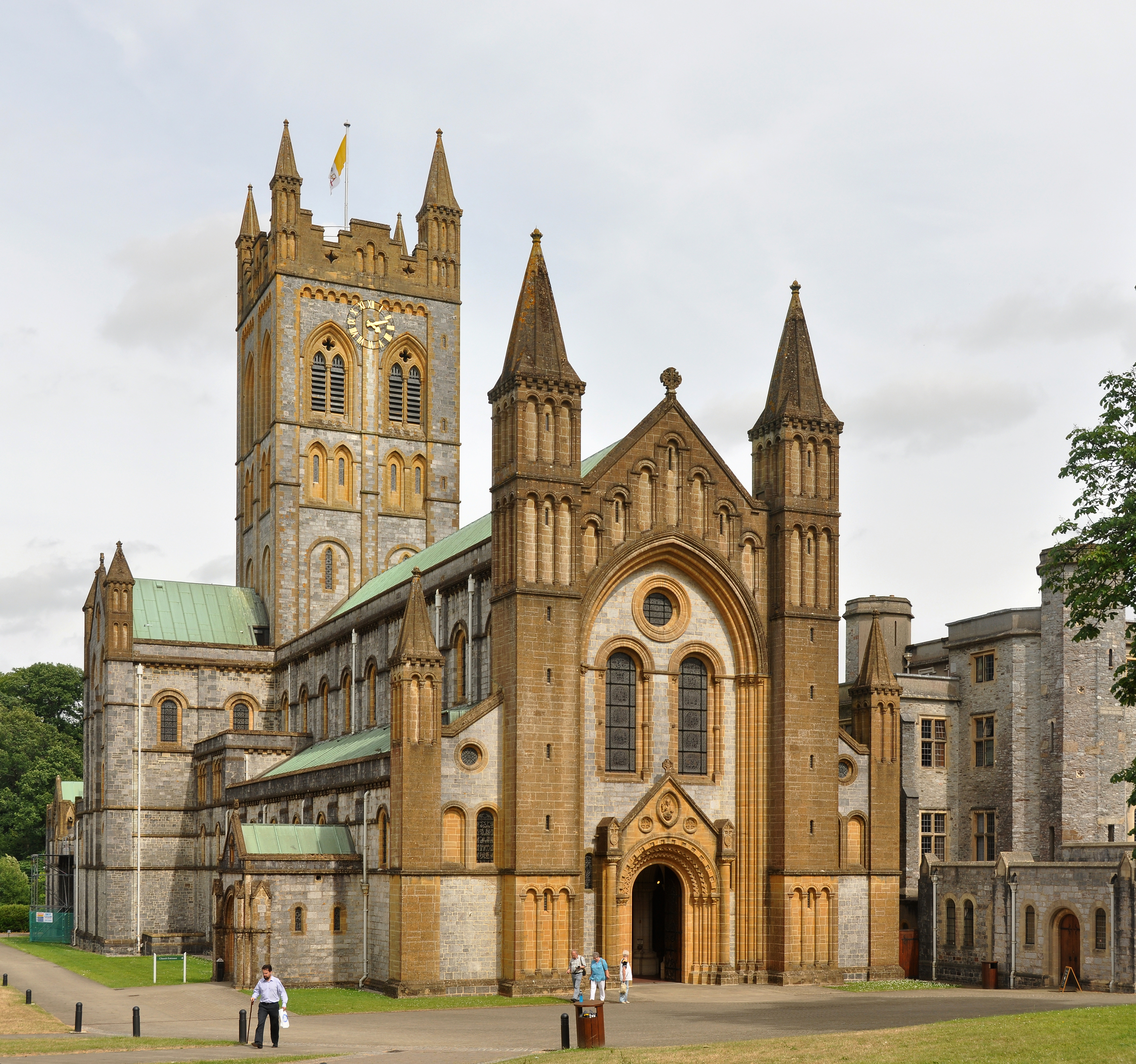
Abteikirche von Buckfast, erbaut unter Abt Vonier 1907–1938

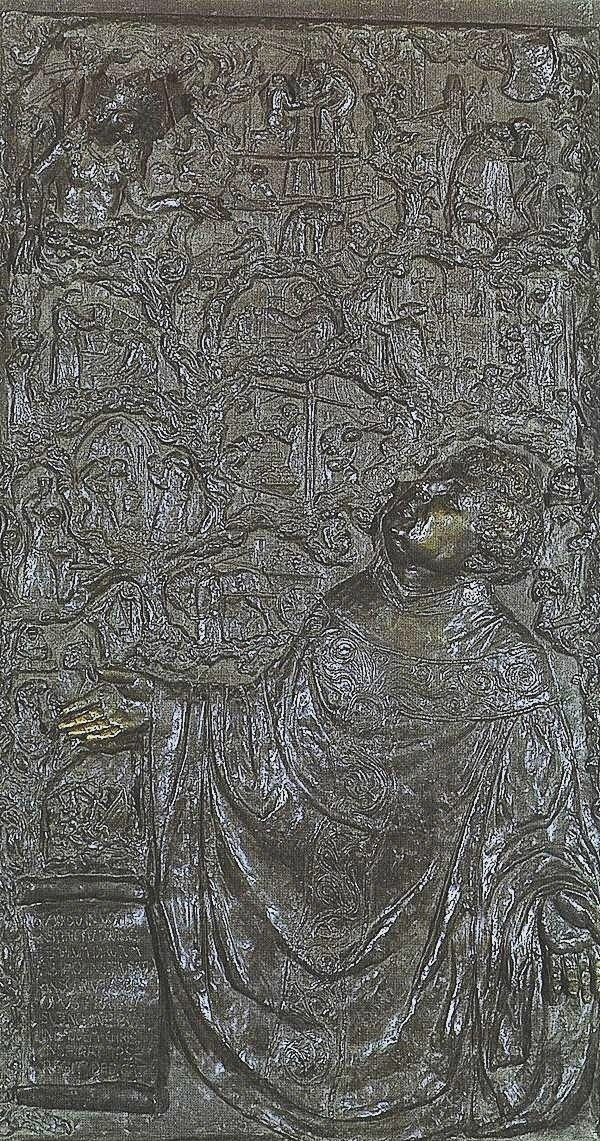
Benno Elkan, Gedenktafel für Ansgar Vonier in Buckfast Abbey: Der Abt bringt sein Leben der Muttergottes dar; im Hintergrund Szenen aus seinem Leben.

Ansgar Vonier, engl. Anscar Vonier (* 11. November 1875 in Ringschnait, Oberschwaben; † 26. Dezember 1938 in Buckfast), war ein aus Deutschland stammender englischer Benediktiner und von 1906 bis 1938 der zweite Abt der Ende des 19. Jahrhunderts wiederbegründeten Buckfast Abbey in Devon (England). Er veröffentlichte zahlreiche spirituelle und liturgische Bücher.

## Leben
Voniers Taufname war Martin nach dem Tagesheiligen seines Geburtstags. Unter dem Einfluss von Bonifaz Natter ging er 1887, 12-jährig, nach Beauvais, um u. a. Französisch zu lernen, und 1889 ins Alumnat der Abtei Buckfast, die damals auf historischem Grund neu entstand. 1893 trat er ins Noviziat ein, am 2. Juli 1894 legte er die Profess ab, und am 17. Dezember 1898 empfing er die Priesterweihe. Anschließend absolvierte er ein Philosophiestudium an Sant’Anselmo in Rom, das er mit der Promotion abschloss. 1905 wurde er an Sant’Anselmo Professor.
1906 begleitete er Bonifaz Natter, der seit 1903 der erste Abt von Buckfast Abbey war, auf einer Visitationsreise von Subiaco nach Argentinien. Ihr Schiff, die Sirio, lief jedoch vor Cartagena auf Grund. Unter den Hunderten von Todesopfern war auch Natter, während Vonier gerettet wurde. Nur sechs Wochen nach dem Unglück, am 14. September 1906, wurde Vonier in Natters Nachfolge zum Abt von Buckfast gewählt; die Benediktion spendete ihm der Bischof von Plymouth Charles Graham am 18. Oktober desselben Jahres.
Als Abt trieb Vonier vor allem den Bau der großen Abteikirche auf den Grundmauern der mittelalterlichen Zisterzienserkirche voran. Besondere Schwierigkeiten waren während des Ersten Weltkriegs zu meistern, da zwei Drittel der Konventualen von Buckfast aus Deutschland stammten. Die Kirchweihe wurde am 25. August 1932 mit großer Festlichkeit begangen, und drei Wochen vor Voniers Tod wurden die letzten Baugerüste entfernt. In der Kirche wurde er auch beigesetzt. Sein Epitaph, eine bronzene Gedenktafel mit Szenen aus seinem Leben, schuf Benno Elkan.
Voniers theologische Schriften fanden weite Beachtung. Sie erschienen außer in Englisch und Deutsch auch in weiteren Sprachen und trugen maßgeblich zur Liturgischen Bewegung bei.

## Veröffentlichungen
- The human soul and its relations with other spirits. Herder, London 1913.
- The personality of Christ. 3. ed. Longmans, Green and Co., London 1922.
- Das Geheimnis des eucharistischen Opfers. Sankt-Augustinus-Verlag, Berlin 1929.
- Klassischer Katholizismus. Herder, Freiburg im Breisgau 1933 (2. Aufl. 1936).
- Das Mysterium der Kirche. Drei Vorlesungen. Pustet, Salzburg 1934.
- Christianus. Das Bild vom katholischen Menschen. Herder, Freiburg im Breisgau 1935.
- Der Sieg Christi. Styria, Graz 1937.
- Collected Works. Drei Bände. London 1952–1953.